# آبه (دهانه)
آبه نام یک گودال آتشفشانی در روی کره ماه است که در نیم‌کره جنوبی آن قرار دارد. این دهانه در جنوب دهانه هس و در شرق دهانه بزرگ دهانه پوانکاره.